# Manduca feronia
Manduca feronia, là một loài bướm đêm thuộc họ Sphingidae. M. feronia, gặp ở Brasil.